# ジャーニー・カーフマン

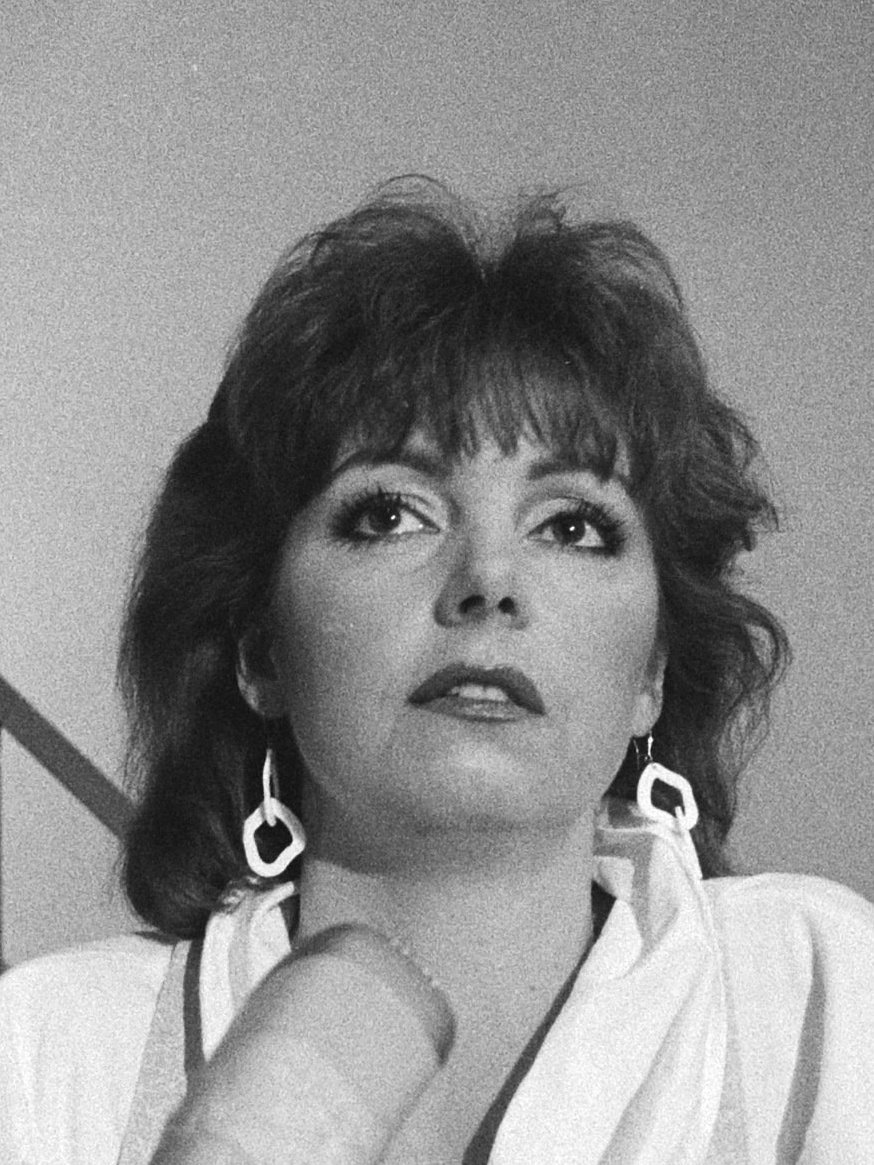
ジャーニー・カーフマン (1984)

ジャーニー・カーフマン（Jerney Kaagman、 1947年7月9日～）はオランダのロック・バンド、アース・アンド・ファイヤー（Earth & Fire）の2代目のボーカリスト。バンドでの活動時期は1969年～1983年、1987年～1990年。

## 概要
カーフマンはオランダのヴォールブルグの女子高校で聖歌隊のバンド「レンジャー」のメンバーだった。彼女は、1969年9月にクリスとゲラルドのコェスター兄弟が作ったアース・アンド・ファイヤーにスカウトされ参加。アース・アンド・ファイヤーが1970年1月17日にリリースした「シーズン」（’Seasons’）は翌年日本でも大ヒットし、TOP40日本洋楽チャートで1位、オリコンで8位を記録した。
1970年当時の日本では英語圏のグループばかりでなく、オランダやフランス、イタリアなどのアーティストの作品がヒット・チャートを賑わせていた。オランダ出身のショッキング・ブルーの世界的な成功に触発されて、日本グラモフォンはアース・アンド・ファイヤーを強力に売り出したが、「シーズン」に続く「明日への叫び」はいま一つヒットしなかった。さらに1971年のアルバム『アムステルダムの少年兵』（Song of the Marching Children）に見られたように、音楽の方向がプログレッシブ・ロックに向いてしまったため、一般受けするポップ・ロックを期待していた日本のプロモーターは落胆した。
アース・アンド・ファイヤーは1983年に解散し、カーフマンは1984年にアルバムMade On Earth、1987年にRunを発表した。また、雑誌プレイボーイのオランダ創刊号では初ヌードを披露して話題を集めた。同じ年、アース・アンド・ファイヤーが再結成され彼女も参加した。しかし、再結成後のアース・アンド・ファイヤーはヒットにも恵まれず、音楽性も取るに足らないAOR風の軽いポップ・ミュージック・バンドに変貌を遂げてしまった。
90年代になると彼女は音楽活動のかたわら、国営ラジオ北海のPRマネージャーや歌手の労働組合BV Popの委員長を務めた。2000年には財団BUMAカルチャーのディレクターになり、オランダの音楽著作権の保護と使用に関する仕事に従事した。
デビュー当時のカーフマンはアフロに目の周り真っ黒のロック少女だった。同じ年齢だったショッキング・ブルーのボーカリストのマリスカ・フェレス（Mariska Veres）を意識していたのか、歌い方も無愛想でストレートな感じがフェレスによく似ており、1970年に発表された「ルビーは俺のもの」（’Ruby Is the One’）や「ワイルド・アンド・エクサイティング」（’Wild and Exciting’）にそれが表れている。一方、サイケデリック・ロックの代表格であるジャニス・ジョプリンやジェファーソン・エアプレインのグレイス・スリックに影響を受けているようでもある。
アース・アンド・ファイヤーの音楽は、1971年の'Storm and Thunder'あたりから、それまでのストレートなブルース・ロックからプログレッシブ・ロックに変遷していき、楽曲も難解となる。それにつれて、カーフマンは髪をストレートに戻しエレガントな女性に変わっていった。1972年の「嘆きの青春」（’Memories’）はオランダで初のチャート1位を獲得。1975年の’Thanks for the Love’では曲調が軟化しよりポップ路線に近づく。さらには1979年にはカリプソ風のディスコ音楽にまで手を出し、彼女はパワフルな歌声を捨ててソフトに囁くように'Weekend'を歌いヨーロッパでの大ヒットをうみだした。腰を振りながら歌う姿には、無愛想に眉間に皺を寄せてシャウトしていたデビュー当時の面影はない。結成後20年間、彼等の音楽はにデビュー当時のストレートなブルース・ロック、プログレッシブ・ロック、そしてポップ・ロック、と激変し、過去の映像を遡ると彼女の外見も含めてその変化には驚くばかりである。
1974年、カーフマンはフォーカスのベーシストのベルト・ライテル（Bert Ruiter）とパートナーの関係になった。ライテルはフォーカスが1978年に解散するとアース・アンド・ファイヤーに加入し、さらにカーフマンのソロ・アルバムの曲作りに参加した。二人の関係はライテルが2022年に他界するまで続いた。
2012年10月、彼女は自分がパーキンソン病に罹患していることを発表。

## ディスコグラフィ

### アルバム
- 1984 - Made on earth
- 1987 - Run

### シングル
- 1984 - Allright, here I am/Willow tree
- 1984 - I will love you endlessly/Misery
- 1984 - My mystery man/Misery
- 1985 - I'll take it/Misery
- 1986 - Victim of the night/Theme from V.O.N
- 1987 - Running away from love/Dance to the music
- 1988 - Queen of hearts/You've got to believe
- 1988 - Don't say it /I don't wanna talk about it
- 1989 - Love you more